# 沃克 (明尼苏达州)
沃克（英語：Walker）是一個位於美國明尼蘇達州卡斯縣的城市。根據2010年美國人口普查，該地共人口941人，而該地的面積約為6.40平方千米。同時該地也是卡斯縣的縣治。

## 地理
沃克的座標為47°05′59″N 94°34′52″W / 47.09972°N 94.58111°W，而該地的平均海拔高度為401米（即1316英尺）。